# Cherokee, Kansas
Cherokee là một thành phố thuộc quận Crawford, tiểu bang Kansas, Hoa Kỳ. Năm 2010, dân số của xã này là 714 người.

## Dân số
Dân số các năm:
- Năm 2000: 722 người
- Năm 2010: 714 người